# Exit Eden
Exit Eden ist eine internationale Symphonic-Metal-Band. Die Gruppe besteht aus den Sängerinnen Anna Brunner, Marina La Torraca und Clémentine Delauney. Gespielt werden hauptsächlich Metal- und Rockversionen von bekannten Liedern der letzten Jahrzehnte.

## Hintergrund
Die erste Veröffentlichung erfolgte im Juli 2017 auf dem Videoportal YouTube, bei der eine Coverversion des Rihanna-Songs Unfaithful mit einem Clip vorgestellt wurde. Es folgten weitere Videos in regelmäßigen Abständen bis zur weltweiten Veröffentlichung des Debütalbums Rhapsodies in Black über die Label Starwatch Entertainment und Napalm Records. Amanda Somerville, die bereits bei Avantasia, Alice Cooper und Epica mitwirkte, kollaboriert hier mit Marina La Torraca, Sängerin von Phantom Elite. Ebenfalls zur Besetzung gehören die Französin Clémentine Delauney, Sängerin bei Visions of Atlantis und zuvor bei Serenity, und die deutschstämmige Sängerin Anna Brunner, welche seit Jahren mit dem Exit Eden Produzent und Sänger von Kissin Dynamite, Johannes Braun liiert ist. Beide waren bis Ende 2019 für das Produzententeam von Elephant Music tätig, welches auch Exit Eden produziert hat.
Seit 2020 leben Anna Brunner und Hannes Braun in Reutlingen und betreiben dort eine eigene Produktionsfirma. Das Debütalbum Rhapsodies in Black erreichte Platz 15 in den deutschen Albumcharts.
Für die Produktion des Albums kooperierten noch viele Musiker, Tontechniker, Produzenten der Metal-Szene wie Simone Simons (Epica), Hardy Krech, Mark Nissen, Johannes Braun und Jim Müller (Kissin’ Dynamite), Sascha Paeth (Avantasia, Edguy, Kamelot), Evan K (Enemy Inside, Mystic Prophecy), Jörn Helbut etc.
Nachdem es seit Ende 2019 ruhig um Exit Eden wurde, kündigte Amanda Somerville im Oktober 2023 an, die Gruppe aus familiären Gründen zu verlassen. Am 24. Oktober veröffentlichte die Band die Single „RUN!“, worin Marco Hietala als Gastmusiker auftritt. Drei Tage später kündigte die Band ihr zweites Album Femmes Fatales an, welches am 12. Januar 2024 veröffentlicht wurde. Es beinhaltet neben Coverversionen erstmals auch eigene Songs aus der Feder von Anna Brunner und Johannes Braun.

## Diskografie

### Studioalben
| Jahr | Titel Musiklabel                                           | Höchstplatzierung, Gesamtwochen, AuszeichnungChartplatzierungen (Jahr, Titel, Musiklabel, Platzierungen, Wochen, Auszeichnungen, Anmerkungen) | Höchstplatzierung, Gesamtwochen, AuszeichnungChartplatzierungen (Jahr, Titel, Musiklabel, Platzierungen, Wochen, Auszeichnungen, Anmerkungen) | Höchstplatzierung, Gesamtwochen, AuszeichnungChartplatzierungen (Jahr, Titel, Musiklabel, Platzierungen, Wochen, Auszeichnungen, Anmerkungen) | Anmerkungen                           |
| Jahr | Titel Musiklabel                                           | DE | AT | CH | Anmerkungen                           |
| ---- | ---------------------------------------------------------- | --- | --- | --- | ------------------------------------- |
| 2017 | Rhapsodies in Black Starwatch Entertainment/Napalm Records | DE15 (6 Wo.)DE | AT62 (1 Wo.)AT | CH40 (1 Wo.)CH | Erstveröffentlichung: 4. August 2017  |
| 2024 | Femmes Fatales Starwatch Entertainment/Napalm Records      | DE36 (1 Wo.)DE | AT20 (1 Wo.)AT | CH83 (1 Wo.)CH | Erstveröffentlichung: 12. Januar 2024 |

### Musikvideos
| Jahr | Titel                      | Originalinterpret |
| ---- | -------------------------- | ----------------- |
| 2017 | Unfaithful                 | Rihanna           |
| 2017 | Incomplete                 | Backstreet Boys   |
| 2017 | Impossible                 | Shontelle         |
| 2017 | Paparazzi                  | Lady Gaga         |
| 2017 | Total Eclipse of the Heart | Bonnie Tyler      |
| 2017 | A Question of Time         | Depeche Mode      |
| 2023 | Run!                       | –                 |
| 2023 | Separate Ways              | Journey           |
| 2024 | Femme Fatale               | –                 |
| 2024 | Désenchantée               | Mylène Farmer     |

## Rezeption
In der Fachpresse fallen die Urteile zu Rhapsodies in Black unterschiedlich aus. Das Internetmagazin „Passion-and-Promotion.de“ beschreibt das Album als „gelungenes Werk, welches beim Zuhörer für Begeisterung sorgt“. Das deutsche Portal Metal.de attestierte dem Debütalbum „beeindruckend klingende Symphonic-Metal-Kracher“, macht jedoch Abstriche im Gesamteindruck. Die Lieder würden „einzeln viel hermachen“, wirkten sie doch „im Kollektiv recht ideenlos“, was das Portal dem „oft ähnlich strukturierten Ausgangsmaterial“ zuschreibt. Laut.de vergibt für das Album nur einen von fünf Sternen und bemängelt, dass das Album „keinen Spaß“ mache und „nur Langeweile und Fremdscham zustande“ bringe.